# 大村はま
大村 はま（おおむら はま、本名：大村 濱（読み同じ）、（英文：Ohmura Hama）1906年（明治39年）6月2日 - 2005年（平成17年）4月17日）は、日本の国語教師、国語教育研究家。西洋中世哲学、ドイツ哲学、キリスト教神学の研究者大村晴雄は実弟。

## 生涯
横浜市出身。父親は大村益荒、北海道の尋常師範学校の教師を経て、ミッションスクールである共立女学校（現横浜共立学園）の幹事から教頭になっていた。母親はくらといい、北星女学校を卒業していた。両者クリスチャンという関係で結婚した。母くらは、後に「婦人の友」となる「家庭の友」の創刊号からの読者であり、父は潔癖さが強く、不器用であり、うそが嫌いであったという。
はまは1913年に横浜市尋常高等元街小学校（現横浜市立元街小学校）に入学。1919年に卒業し、共立女学校に進学した。しかしその学校を出ても大学進学ができないことが分かり、14歳の9月に捜真女学校に転入した。バプテスト派の女学校である。その学校で川島治子の国語教育に影響を受けた。1924年3月に同校を卒業。1924年、はまは1年間、パーマー英語教授研究所で働いた。1925年、東京女子大学に入学した。学校では、読書家ではあったが、比較的目立たない人の話の聞き手になることが多かった。
1928年、東京女子大学を卒業後に公立学校教員（地方公務員）となり、同年から1937年は長野県立諏訪高等女学校（現・長野県諏訪二葉高等学校）で国語の教鞭をとり、国語教育の実践的研究に取り組み始めた。1938年5月、教育雑誌「同志同行」に論稿「国語筆記帖について」を発表。
1938年から1947年は、東京府立第八高等女学校（現東京都立八潮高等学校）。
1947年から1948年は東京都江東区立深川第一中学校、1949年から1951年は東京都目黒区立第八中学校、1951年から1956年まで、東京都中央区立紅葉川中学校。1954年5月、「中学教育技術国語科」（小学館）に論稿「国語学習帳について―新しい学習指導には新しい学習帳を―」を発表。1956年から1960年までは、東京都中央区立文海中学校。1960年から1980年までは、東京都大田区立石川台中学校。1972年より「国語教育実践研究発表会」を開催。1980年3月31日にひっそりと退職した。52年間、一教師であった。
戦後は東京都内の新制中学校で教鞭を取り、新聞・雑誌の記事を基にした授業や生徒各人の実力と課題に応じたオーダーメイド式の教育方針「大村単元学習法」を確立した。それに参加した生徒は延べ5000人以上といわれている。
定年退職後「大村はま 国語教室の会」を結成し、日本の国語教育の向上に努めた。
半世紀以上の教鞭実績を称え、1960年に東京都教育功労賞、1963年には広島大学主催「ペスタロッチー賞（現ペスタロッチー教育賞の母体）」、1978年には日本教育連合会賞をそれぞれ受賞。1982年に勲五等瑞宝章を受章。
鳴門教育大学附属図書館には、「大村はま文庫」として、1995年に寄贈された文献6,300冊、単元学習実践資料約500点、学習の記録約2,000冊などが収蔵されている。「学習の記録」とは、大村の指導のもとで、書くべきこと、考えたこと、一課の終わりのまとめや感想などを学習者自らが記したノートであり、いったん学習者に返されたあと大村のもとに残されたものである。
2005年の大村の死後「大村はま 国語教室の会」を引き継ぐ形で「大村はま記念国語教育の会」が結成され、国語研究の功績が顕彰されるとともに、その実践への学びが続けられている。

## はまの作文教育
諏訪高等女学校時代の生徒の思い出の中の一つを述べる。先生は「山の朝」という題を指定して作文を作らせた。ある生徒の文章を読んだ。生徒はよく書けたつもりでいたが、先生の発言は次のようなものだった。谷川の水を汲んで食事の支度をする。一応描写はできている。その文章が板書され、直された。言葉だけの清々しさが消され、冷たい水、谷川の音、鶯の声、風など、耳や目に最もぴったり響いてくるものとなった。生徒は屈辱感を感じた。生徒は再び「文の直しについて」という題で、どのように自分が感じ、受け取り、どのように自分を取り戻していくかを書いた。はまは、この生徒がただ、傷ついているだけの生徒ではない、という見極めもあった。

## その他国語教育に関して
戦後、占領軍の教育指導者講習があり、はまは、出席した。民間情報教育局 (CIE) が強調したのは単元（ユニット）であった。実践的な、目的意識をもった、まとまりのある授業である。はまは、「やさしい言葉で」という題で行った学習の例を、通訳を通じて話したら、責任者のオズボーンは「そうだ、それがユニットというものだ」と認めた。第8高等女学校時代、文部省の事務官が訪ねてきて学習指導要綱の作成委員会に入るように要請があった。新しいものに興味がるはまは、新制中学校に変わったが、同僚は不祥事があったのだろうと疑った。その後、自他共に許す国語教育の専門家とみなされ、授業の見学者が多かった。はまの支援者であり、助言者でもある東京都指導主事・東京教育大学教授の倉澤栄吉もその一人で、定期的に参観に来た。希望しても見学できない人もいた。はまは、生徒が見学ずれしないように気を遣った。ある校長からは「自信過剰」と人物評価をされた。あまり優秀と目され、管理職からも同僚からもうまく合わなかった。国立大学の附属学校への異動も考えられたが、付属学校の教員もレベルの高さとプライドの高さもあり、異動することはなかった。
はまは、文房具が大好きであった。ある時セロテープが発売されたが、それを生徒に一部分ずつ使うために、毎週のように丸善に行って、自分で購入した。そのために、自分の新しい傘も購入できなかったというエピソードがある。NHKの日本語センターが一般向けに朗読の講座を始めることを知ったはまは、早速申し込んだ。自分の朗読をカセットテープに吹き込んでNHKに送り、添削されたものが返送されるしくみであったが、講師陣は困ったという。また、スクーリングも受けた。

## その後の家族など
- 父：益荒 - 横浜のYMCAの主事をしていた時、関東大震災が起こった。その後、文部省英語教育顧問になったハロルド・パーマーの英語教授研究所に勤務した。はまも、勤務したことがある。その後英語教育とか聖書研究にかかわっていたが、1944年73歳で永眠[36]。
- 母：くら - 1965年11月末、永眠。
- 兄：維雄 - 10歳で夭折。
- 姉：澄 - 府立第3高女で英語を教えていたが1938年召天。
- 兄：勝雄 - 9歳で夭折。
- 本人：
- 妹：睦（むつ）はまの12歳下。2016年6月永眠
- 弟：大村晴雄 - 山形高校を卒業、東京都立大学で哲学を教えていたが、応召。大陸では、語学ができるので、暗号や情報の解読に従事。1946年復員。

## 著作目録
- 『中学作文』1961　筑摩書房
- 『やさしい国語教室』1966　毎日新聞社、1978 共文社
- 『やさしい文章教室　豊かなことば正しい表現』1978　共文社
- 『やさしい漢字教室』1969　毎日新聞社　1981 共文社
- 『ことばの勉強会』1970 毎日新聞社　1981 共文社
- 『国語教室の実際』1970　共文社
- 『教えるということ』1971　富山県教育委員会　1973 共文社
- 『みんなの国語研究会』1971 毎日新聞社　1981 共文社
- 『小学漢和辞典』（長澤規矩也と共著）1971 三省堂
- 『読書生活指導の実際』1977 共文社
- 『続　やさしい国語教室』1977 共文社
- 『正しい使い方がわかる学習慣用語句辞典』1978 三省堂
- 『国語教室おりおりの話』　1978　共文社
- 『国語教室通信』1980 共文社
- 『大村はまの国語教室』1-3 1981-1984 小学館
- 『大村はま 国語教室』全15巻、別巻1　1982-1985 筑摩書房（前述の「大村はま 国語教室の会」の基となった）
- 『教室をいきいきと』1-3 1986-1987 筑摩書房
- 『授業を創る』1987、2005　国土社
- 『教室に魅力を』1988 2005 国土社
- 『教えながら教えられながら』1989 共文社
- 『大村はま 授業の展開１世界を結ぶ』1989　筑摩書房
- 『大村はま・教室で学ぶ』1990　小学館
- 『[日本一先生｝は語る』（原田三朗と共著）1990　国土社
- 『新編　教室をいきいきと』1－2　1994　筑摩書房
- 『日本の教師に伝えたいこと』1995 2006 筑摩書房
- 『新編　教えるということ』1996　筑摩書房
- 『大村はま　創造の世界』1996　大空社　ビデオ全6巻　2009　DVD全3巻
- 『三省堂例解小学漢字辞典』（林四郎と共著）1997 三省堂
- 『私が歩いた道』1998　筑摩書房
- 『心のパン屋さん　ことばの教育に生きる』1999　筑摩書房
- 『大村はまの日本語教室』　2002－2003　全3巻　風濤社
- 『教えることの復権』（苅谷剛彦/苅谷夏子と共著）2003　筑摩書房
- 『教師大浜はま96歳の仕事』2003　小学館
- 『大村はま講演集』上下　2004　風濤社
- 『灯し続ける言葉』2004　小学館
- 『22年目の返信』（波多野完治と共著）2004 小学館
- 『かけがえのなきこの教室に集う　大村はま白寿記念文集』2004　小学館
- 『大村はま　国語教室の実際』上下　2005　溪水社
- 『忘れえぬことば』2005　小学館
- 『学びひたりて　大浜はま自叙伝』2005　共文社

## 文献
- 『大村はま国語教室の探究』野地潤家　1993年　共文社　ISBN 4-7643-0042-7
- 『優劣のかなたに　大村はま60のことば』刈谷夏子　2007年　筑摩書房　ISBN 978-4-480-86376-8
- 『評伝　大村はま　ことばを育て　人を育て』苅谷夏子 2010年　小学館　ISBN 978-4-09-840119-2